# Cola Turka

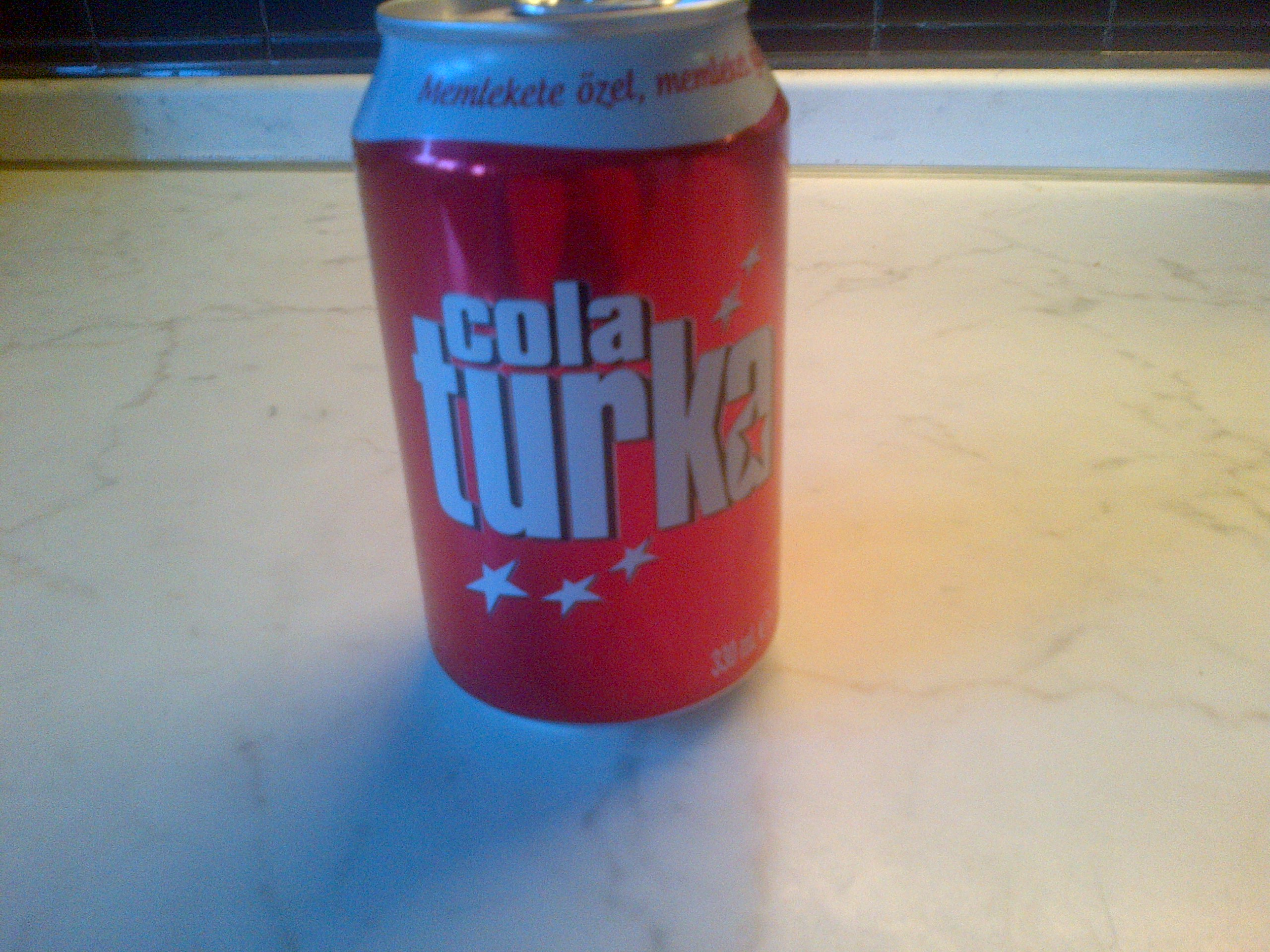
A la part exterior superior de la llauna de Cola Turka, es diu "Memlekete özel, memleket gibi güzel", que significa "especial a la pàtria, bella com ella."

La Cola Turka és un refresc de cola produït a Turquia des de la seva fundació l'any 2003.
La Cola Turka va sortir com una alternativa nacional a la Coca Cola i la Pepsi. Va realitzar la seva primera campanya publicitària amb l'actor nord-americà Chevy Chase. El 2015, pel Dia de la mare, Cola Turka va realitzar una campanya social anomenada "Memleket Anneleri" (les mares del país) que va cridar força l'atenció.
El setembre de 2015, i juntament amb les marques "Çamlıca", "Sunny" i "Saka Su" (productors de refrescs i d'aigua), el 90% de Çamlıca va ser venuda, per Yıldız Holding, a la companyia japonesa DyDo Drinco.